# Horné Otrokovce
Horné Otrokovce (allemand : Oberottrokowitz), est un village de Slovaquie situé dans la région de Trnava.

## Histoire
Première mention écrite du village en 1113.

## Démographie

### Évolution de la population
| Année:               | 1994. | 2004.   | 2014.   | 2024.   |
| -------------------- | ----- | ------- | ------- | ------- |
| Nombre de personnes: | 904   | 897     | 865     | 893     |
| Différence:          |       | -0,77 % | -3,56 % | +3,23 % |

| Année:               | 2023. | 2024.   |
| -------------------- | ----- | ------- |
| Nombre de personnes: | 901   | 893     |
| Différence:          |       | -0,88 % |